# Adson-Test
Der Adson-Test (auch Adson-Manöver, nach dem US-amerikanischen Neurochirurgen Alfred Washington Adson oder Thoracic-outlet-Test) ist ein Verfahren zum Nachweis bestimmter Erkrankungen im Bereich des Brusteingangs (Thoracic-outlet-Syndrom, Halsrippensyndrom, Hyperabduktionssyndrom, Skalenussyndrom).
Bei der Durchführung wird der Kopf des Patienten sanft bis zur Bewegungsgrenze zur betroffenen Seite gedreht und gleichzeitig der Puls an der Arteria radialis erfasst. Bei der Kopfdrehung kommt es zu einer Anspannung der Musculi scaleni, durch welche, genauer zwischen Musculus scalenus medius und Musculus scalenus anterior („hintere Skalenuslücke“), die Arteria subclavia und der Plexus brachialis hindurchtreten. Die Anspannung der Muskeln kann durch Luftanhalten in maximaler Einatmung erhöht werden, da die Musculi scaleni zur Hilfsatemmuskulatur gehören. 
Im Normalbefund ändert sich der Radialispuls bei diesem Manöver nicht. Bei Erkrankungen in diesem Bereich kommt es dagegen zu einem Abfall des Radialispulses (positiver Adson-Test) und unter Umständen auch zu neurologischen Ausfällen im Bereich der oberen Extremität.

## Originalbeschreibung
- Adson AW, Coffey JR. Cervical rib: A method of anterior approach for relief of symptoms by division of the scalenus anticus. In: Ann Surg 1927; 85:839-857. PMID 17865683